# ニッポン放送 THEラジオパーク in 日比谷
ニッポン放送 THEラジオパーク in 日比谷（ニッポンほうそう ザ・ラジオパーク イン ひびや）は、ニッポン放送が2006年から毎年、同局本社の斜向かいに所在する日比谷公園にて行なっている大型イベントである。通称は「ラジオパーク」。さらに略して「ラジパ」。

## 概要
2006年、ニッポン放送はライブドアによる敵対的買収事件を経て、同年4月1日から会社分割により新会社に移行しラジオ視聴環境の過渡期を迎え、改めて同局リスナーと触れ合う機会を設けるため、ニッポン放送の「庭」として、同局本社の斜向かいに所在する日比谷公園を丸ごと借り切り、リスナー感謝祭の立ち位置である「番組祭りイベント」を催した。イベントタイトルの「ラジオパーク」の語彙の意味は、「ニッポン放送が作るラジオのテーマパーク」をミックスした造語で、「いつもは耳だけでニッポン放送（の番組）を楽しんで貰ってるリスナーに対し、全身でニッポン放送を楽しんで貰いたい」気持ちが込められている。
また、当該イベントの後援に緑地協会、公園協会が名を連ねている事もあり、キャッチフレーズの中に「東京の10年後の緑豊かな都市形成を応援してます」と銘打っている。
ニッポン放送の各番組を担当している同局所属のアナウンサーと番組に出演するパーソナリティが、日比谷公園内特設会場から公開生放送や公開録音、番組関連イベント等を催す。2014年は姉妹イベントとして「TOKYO アイドルパーク in 日比谷」が、翌2015年はフードイベントである「カレーパークin日比谷2015」が併催された。
開催時期については、開始当時は2006年から3年間は毎年11月の第2週の週末に催されていた。しかし、2009年については、前年の9月15日起きた、リーマン・ショックを端に発生した世界同時不況の煽りを受けた、同局の減収減益に伴う制作費削減と同局番組の出演タレントの開催時期見直しを求めるクレームを鑑み中止し、翌2010年から現在の開催時期に移行した。しかし、2011年は東日本大震災発災に伴う被災状況や輪番停電による電力供給影響の公共交通機関運行状況の見通しを鑑み、2020年は新型コロナウイルス感染症感染拡大防止に伴う緊急事態宣言発令に伴い、当該イベントは中止され、2021年についても同年3月17日行われた社長定例記者会見にて当該イベントの開催有無については発言せず、中止の状態となっているが、2023年に4年ぶりに開催することが決定した。2023年はU-NEXTの協力で番組のトークショーパートをネット配信した。しかし、翌2024年は日比谷公園の改修工事のため中止となった。
会場入場については無料で、開始から数年は2日間で10万人強が来場していたが、近年は徐々に集客動員が低下しており、2019年は2日間の動員で75,000人止まりとなった。
それを反映するように、番組イベントを縮小する一方で、協賛スポンサーの出店や、ニッポン放送がキーステーションである全国ラジオネットワーク協力によるご当地もの物販を行う「ネットワークブース」などが増加している。そのほかにも「ラジオリビング」ブースではアナウンサーの実演生ショッピングなども行うほか、各ブースを移動しながらステージには出演しないアナウンサーもいる。

## テーマソング
ラジオパーク前後の番組放送週の交通情報BGMが当該イベントのテーマソングのインストゥルメンタルに変更される
- 泣いて笑って／aluto（2006年）
- 願い空／押谷沙樹（2007年）
- Stand Up!／洸平（2008年）
- いまを生きて／手嶌葵（2010年）
- 未発表（2012年）
- 消えない虹／三浦祐太朗（2013年）
- 歩き出してくれないか（イメージソング）／松山千春　イマジン（応援ソング）／USAGI（2014年）
- 未発表（2015年）
- Boom Word Up／w-inds.（2016年）
- C;ON／C;ON Girls Music Department（2017年）
- Dance with me／Chuning Candy（2018年）
- おいでよラジオパーク～どっちかならYES!～／フレンズ（2019年）

## 各年のイベント
- 場所は御濠に近いほうから順に表記。
- 太字は生放送、斜字は公開録音
- にれのき広場は土日共通